# Isocheles pilosus
Isocheles pilosus is een tienpotigensoort uit de familie van de Diogenidae. De wetenschappelijke naam van de soort is voor het eerst geldig gepubliceerd in 1900 door Holmes.